# Coëx
Coëx è un comune francese di 3 047 abitanti situato nel dipartimento della Vandea nella regione dei Paesi della Loira.
Il paese ospita il Jardin des Olfacties, un giardino botanico di 5 ettari di estensione,  specializzato in piante profumate.

## Società

### Evoluzione demografica
Abitanti censiti